# Sartalkh
Sartalkh (persiska: سرتلخ) är en ort i Iran.   Den ligger i provinsen Khorasan, i den nordöstra delen av landet, 700 km öster om huvudstaden Teheran. Sartalkh ligger 1 323 meter över havet och antalet invånare är 251.
Terrängen runt Sartalkh är varierad.Runt Sartalkh är det ganska tätbefolkat, med 56 invånare per kvadratkilometer. Närmaste större samhälle är Darrūd, 5,7 km nordost om Sartalkh. Omgivningarna runt Sartalkh är i huvudsak ett öppet busklandskap.